# Catostomidae
Famille
Les Catostomidae sont une famille de poissons téléostéens et de l'ordre des Cypriniformes. Les Catostomidae sont les « poissons à ventouses » (ne surtout pas confondre avec les Loricariidae qui n'ont strictement rien à voir) de l'ordre des Cypriniformes, avec environ 78 espèces, toutes d'eaux douces. Les Catostomidae sont principalement originaire d'Amérique du Nord, mais Catostomus catostomus se rencontre en Amérique du Nord et en Russie, et Myxocyprinus asiaticus est originaire de Chine. Ses espèces ne sont généralement pas pêchés en pêches sportives et ne sont pas très prisées en Amérique du Nord pour leurs chairs, bien qu'ils soient une cible assez populaire auprès des pêcheurs à la lance ou à l’arc et dans les Monts Ozarks, ils sont des poissons alimentaires communs.

## Description et biologie

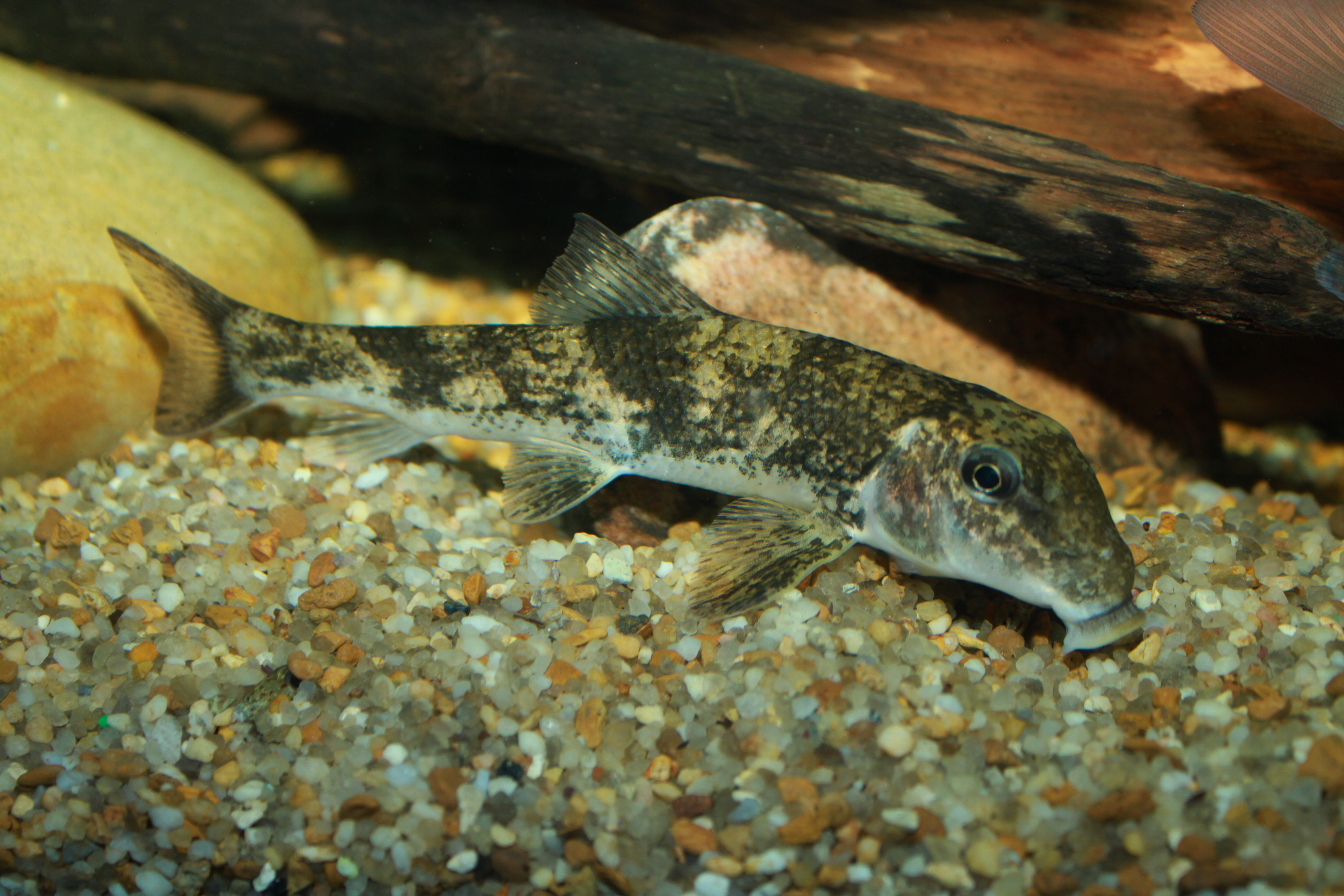
Hypentelium nigricans

La bouche de ces poissons se trouve sur la face inférieure de la tête (subterminal), avec des lèvres épaisses et charnues. La plupart des espèces mesurent moins de 60 cm de longueur, mais les plus grandes espèces (genre Ictiobus et genre Myxocyprinus) peuvent dépasser 100 cm. Ils se distinguent des autres poissons par la présence d’un os du pharynx allongé jusque dans la gorge et la présence d’une seule rangée de dents pharyngiennes.
Les Catostomidés se rencontrent le plus généralement dans les rivières, mais peuvent être trouvés dans toutes les sortent d’environnements d'eau douce. Ils sont principalement détritivores, mais se nourrissent également d’organismes benthiques (tels que les crustacés et les vers). En surface les insectes et petits poissons sont appréciés.

## Archives fossiles
Les Catostomidae ont été découverts en date de l'Éocène moyen dans le Colorado et l'Utah. Un énorme écart est observé, de 36,2 millions d’années dans le registre fossile, entre l’Éocène supérieur au Pléistocène.

## Alimentation
Les espèces de cette famille peuvent être prises par de nombreuses méthodes de pêche, notamment la pêche à la canne ou la pêche au harpon. Des espèces comme Catostomus commersonii et Hypentelium nigricans sont souvent appréciés en alimentation humaine. Ils peuvent être mis en conserve, fumés ou frits, mais de petites incisions doivent souvent être faites dans la chair (appelés « scoring » en anglais) avant de les faire frire pour permettre aux petits os internes d’être consommés.

## Liste des genres

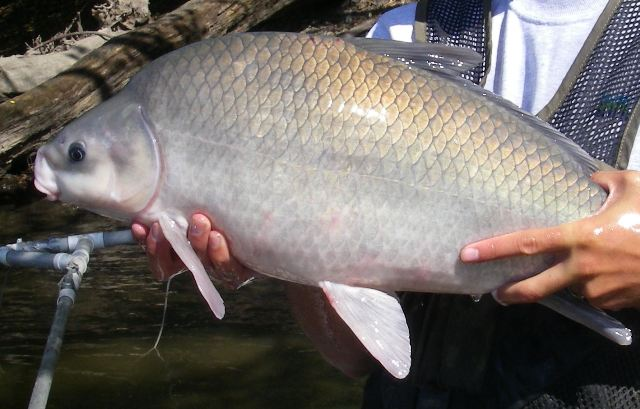
Ictiobus bubalus

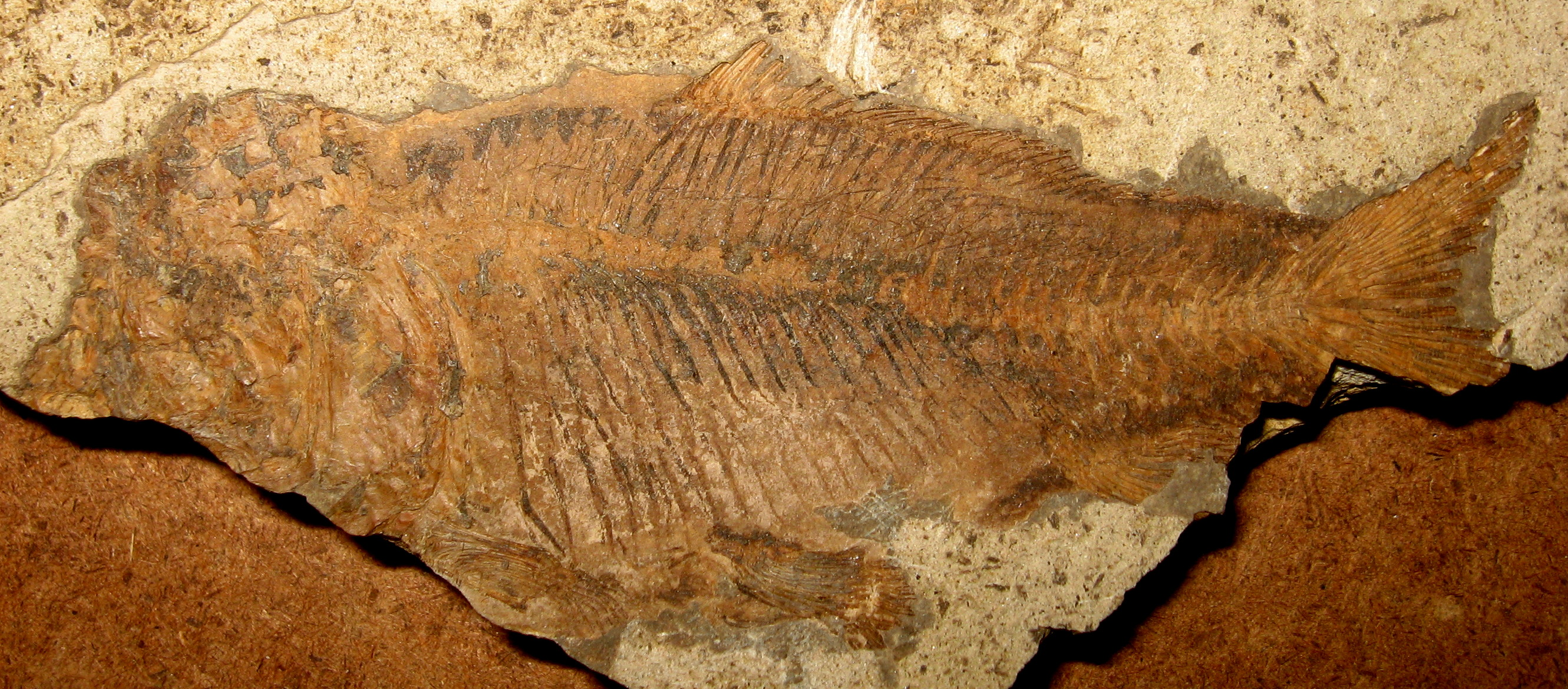
Amyzon aggregatum Spécimen fossile.

- Sous-famille Catostominae
  - Tribu Catostomini
    - genre Catostomus
    - genre Chasmistes
    - genre Deltistes
    - genre Xyrauchen

  - Tribe Erimyzoninae
    - genre Erimyzon
    - genre Minytrema

  - Tribu Thoburniinae
    - genre Hypentelium
    - genre Thoburnia

  - Tribu Moxostomatini
    - genre Moxostoma
- Sous-famille Cycleptinae
  - genre Cycleptus
- Sous-famille Ictiobinae
  - genre Amyzon †
  - genre Carpiodes
  - genre Ictiobus
- Subfamily Myxocyprininae
  - genre Myxocyprinus
- Genres éteints †
  - genre Jianghanichthys †
  - genre Plesiomyxocyprinus †
  - genre Vasnetzovia †

## Galerie

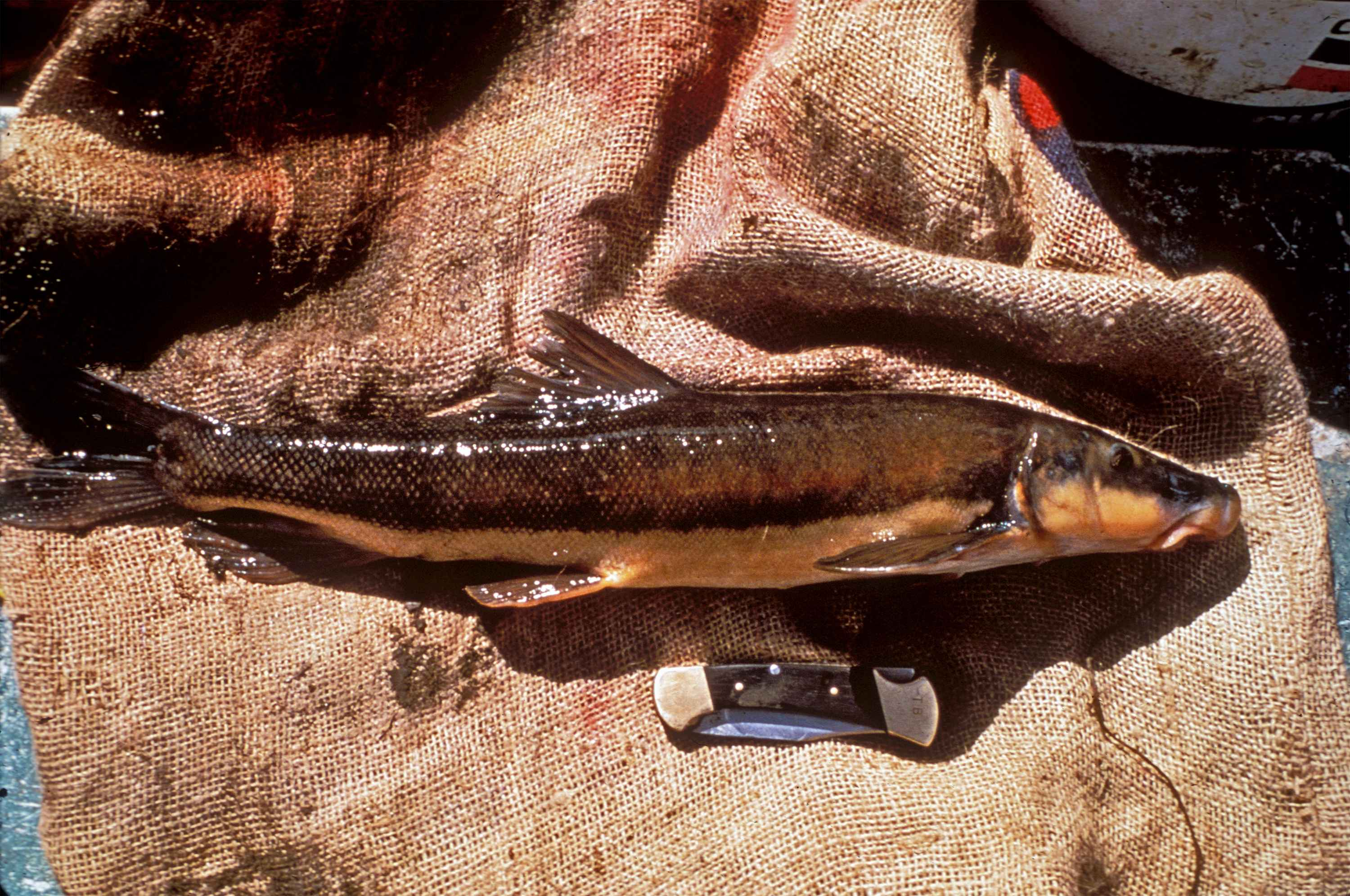
Catostomus catostomus
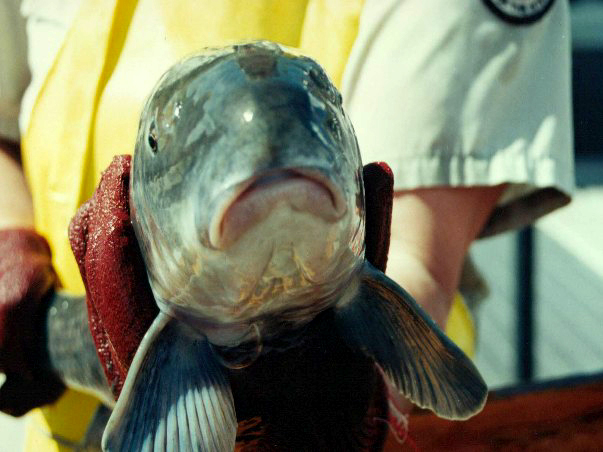
Chasmistes cujus
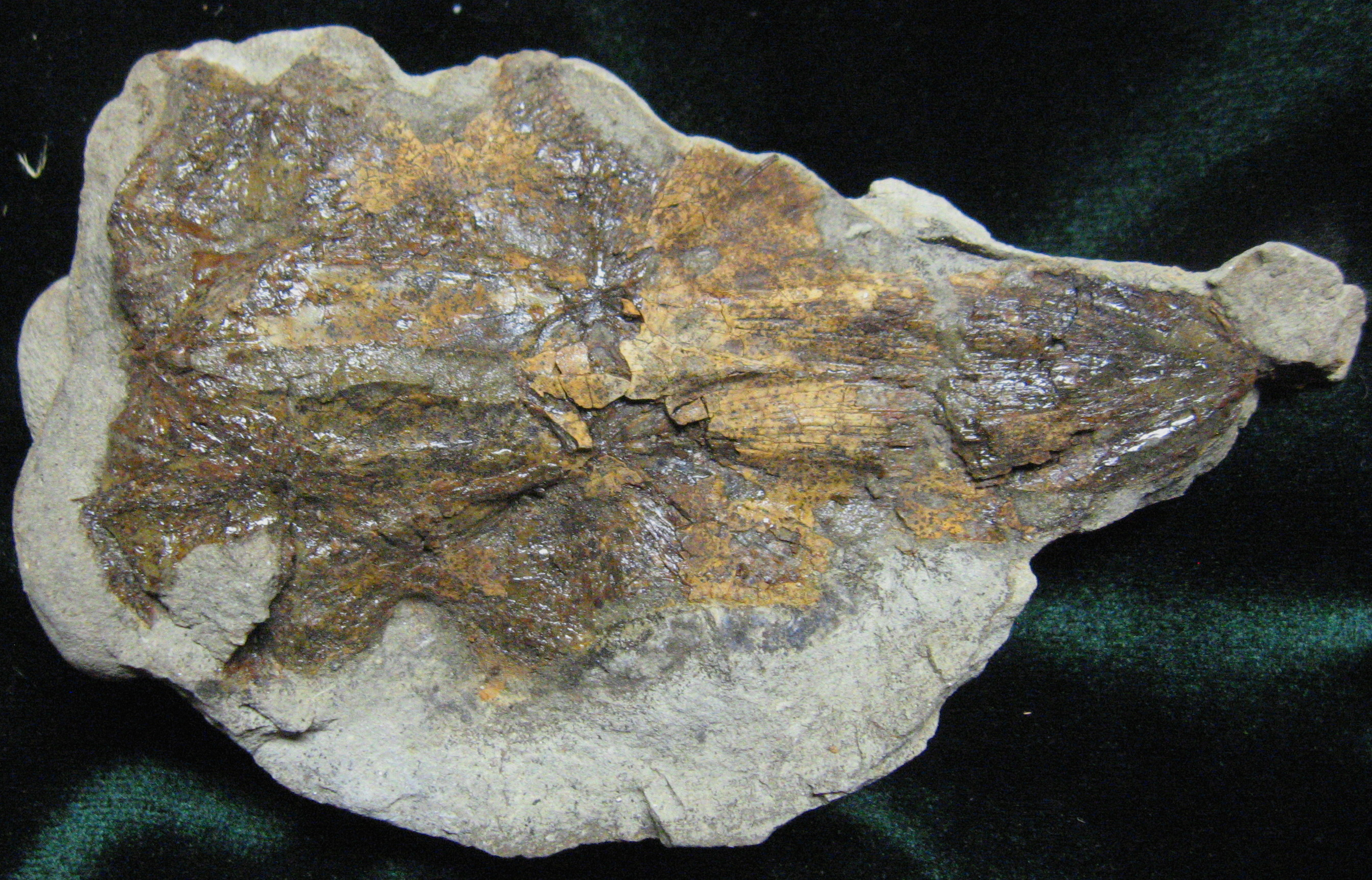
Deltistes sp. fossile.

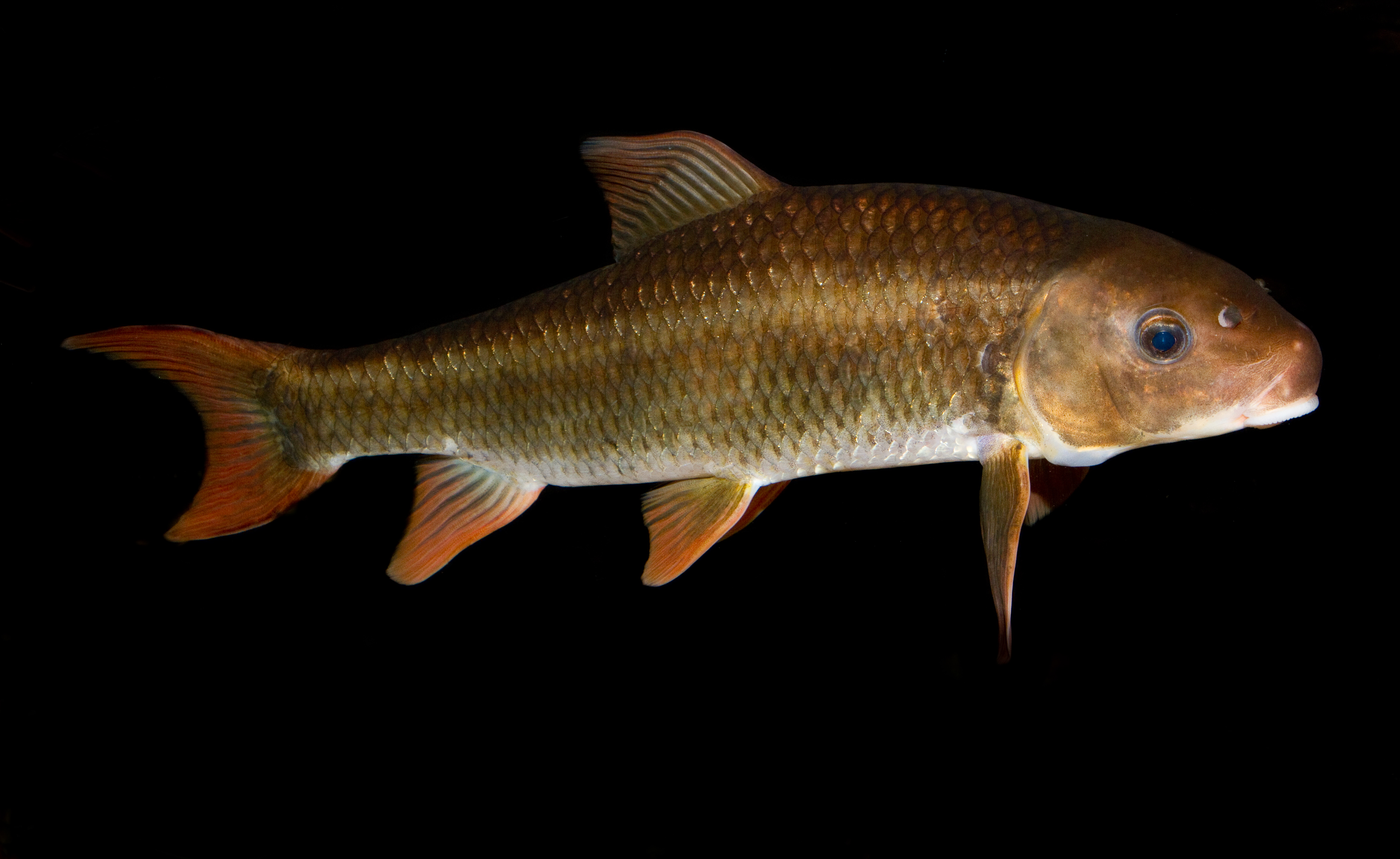
Moxostoma robustum
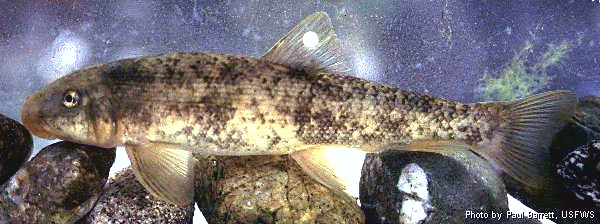
Catostomus santaanae